# Gaspare da Padova

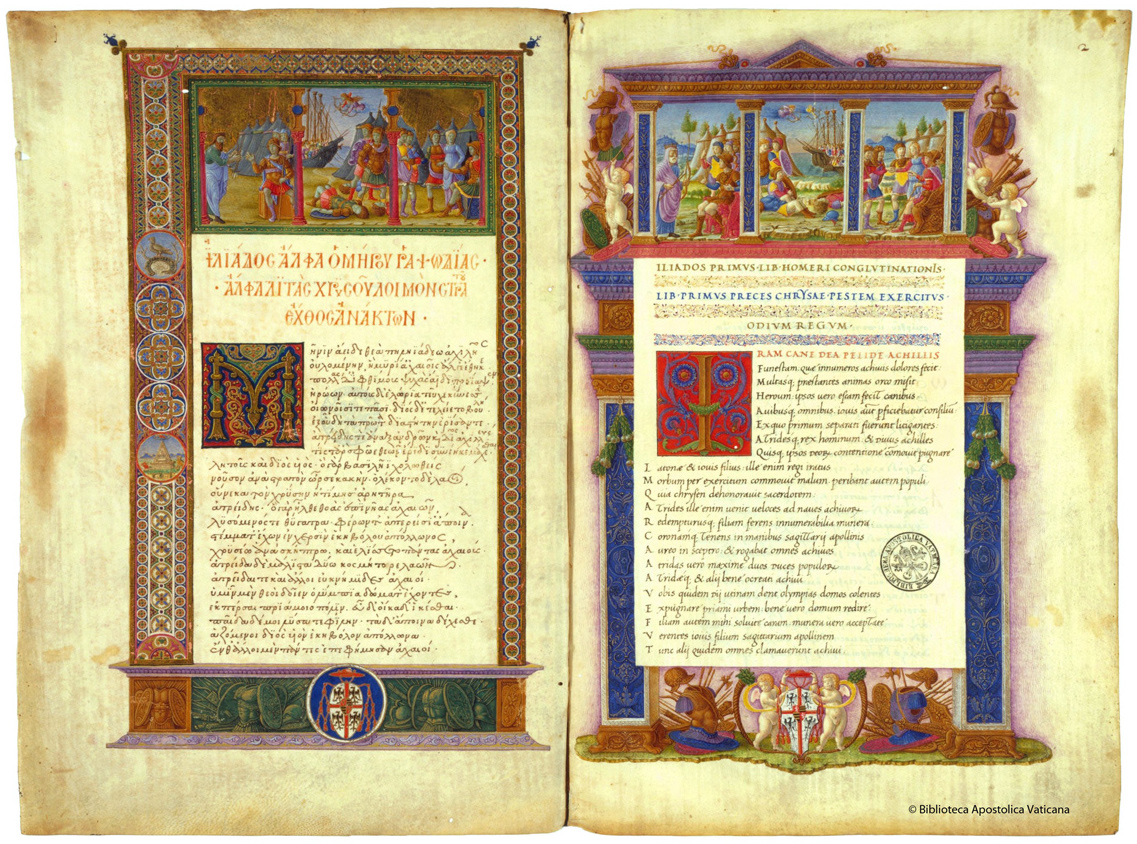
L'Iliade in greco e latino, BAV, f.1v-2r.

Gaspare da Padova noto anche come Gasparo Romano da Padova (Padova, ... – ...; fl. XV secolo) è stato un miniatore italiano attivo a Roma tra il 1466 e il 1487.

## Biografia
Era originario di Padova e probabilmente allievo della bottega di Andrea Mantegna. Probabilmente fu quest'ultimo a introdurlo alla corte dei Gonzaga. Nel 1466 entrò al servizio del cardinale Francesco Gonzaga per il quale lavorò fino alla morte di quest'ultimo nel 1483 ospitato nel suo palazzo romano. Fu a capo di un antico laboratorio per la creazione di libri in collaborazione con il copista Bartolomeo Sanvito. Tra le sue opere più famose è il manoscritto dell'Iliade, in greco e latino, prodotto tra il 1477 e il 1483. Donò numerosi manoscritti a grandi umanisti del suo tempo come Lorenzo il Magnifico, suo fratello Giuliano e Bernardo Bembo. Su richiesta del prefetto della biblioteca vaticana Bartolomeo Sacchi, lavorò alla decorazione di opere per papa Sisto IV. Alla morte del cardinale Gonzaga, nel 1483, entrò al servizio del cardinale napoletano e figlio del re di Napoli Giovanni d'Aragona, fino alla sua morte nel 1485. Probabilmente non lasciò la casa del suo primo mecenate ed entrò al servizio di un nuovo cardinale, Raffaele Sansoni Riario, che acquistò il palazzo del cardinale mantovano nel 1484.
Nel 1507-1508, Bartolomeo Sanvito indica diverse opere miniate da Gaspare. Pietro Summonte, in una lettera del 20 marzo 1524, indirizzata a Marcantonio Michiel, gli suggerisce un certo Gasparo Romano, identificabile con Gaspare da Padova, come un miniatore in stile antico. Indica anche che il suo stile era copiato da Giovanni Todeschino e che era anche attivo come architetto. A volte viene anche identificato con il Maestro di San Girolamo di Berlino (a seguito del manoscritto del Kupferstichkabinett, MS. 78 D. 13), anche se questa attribuzione è contestata, o con il Maestro dell'Omero del Vaticano, per il suo manoscritto più famoso.

## Manoscritti miniati

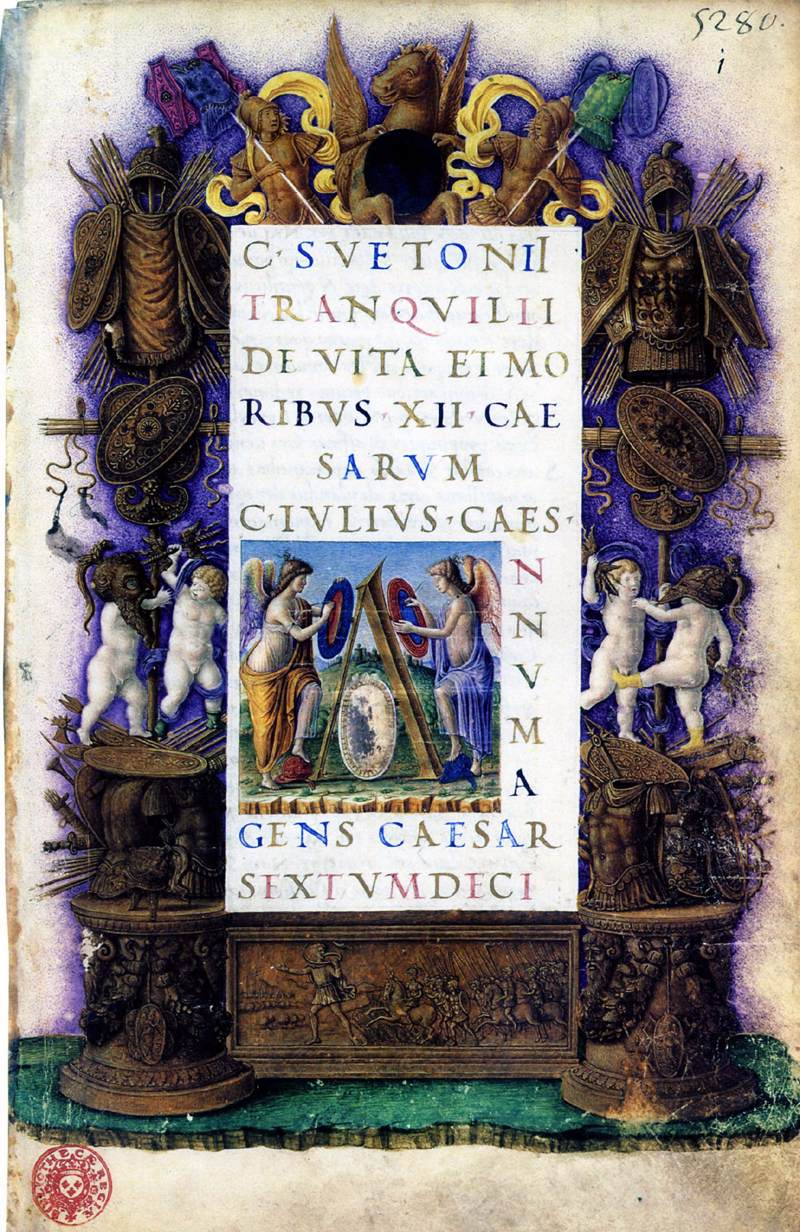
Frontespizio della vita dei dodici Cesare di Svetonio, BNF.

Nessun manoscritto gli è attribuito dagli archivi ma solo sullo stile.
- Dictys Cretensis, Ephemeris belli troiani, Dublino, Biblioteca Chester Beatty, W 122
- De Officiis di Marco Tullio Cicerone, Napoli, Biblioteca nazionale Vittorio Emanuele III, IV. G.65
- Le vite di Plutarco, Carpentras, Biblioteca Inguimbertina, Ms. 618
- De principe Bartolomeo Sacchi, Mantova, Biblioteca Teresiana, Ms.13
- Commentarii de bello Gallico e De bello civili di Giulio Cesare, Roma, Biblioteca Casanatense, Ms.453
- Iliade in greco e latino, 1477-1483 circa, Biblioteca apostolica vaticana, IVA. gr. 1626[4]
- Commento di Domizio Calderini di Satyrs di Giovenale, per Giuliano de' Medici, Firenze, Biblioteca Medicea Laurenziana, Plut. 53, 2
- De optimo cive di Bartolomeo Sacchi per Lorenzo il Magnifico, Biblioteca nazionale di Francia, NAL.584
- Vitae duodecim Caesarum di Svetonio per Bernardo Bembo, BNF, latino 5814
- De ira di Plutarco per la biblioteca papale, BAV, iva. Lat. 1888
- L'Almagesto di Tolomeo, per la biblioteca papale, BAV, iva. Lat. 2058
- Vite dei Pontefici di Bartolomeo Sacchi, per la biblioteca papale, BAV, iva. Lat. 2044
- De Historia animalium, De partibus animalium, De generatione animalium di Aristotele, tradotto dal greco in latino da Teodoro Gaza, per la biblioteca papale, BAV, iva. Lat. 2094
- Antiquitates Iudaicae, De vetustate iudaeorum di Flavio Giuseppe, per Giovanni d'Aragona, Londra, British Library, ms. Harley 3699
- Facta et dicta memorabilia di Valerio Massimo, New York, Biblioteca pubblica di New York, Spencer Ms. 20
- Moralia in Iob di Gregorio Magno, iniziata nel 1485 per Giovanni d'Aragona da Gaspare da Padova e completata da Cristoforo Majorana e Giovanni Todeschino, vecchia collezione Georges d'Amboise, BNF, Latin 2231 (1-3)[5]
- Epistole di Tascio Cecilio Cipriano, BNF, latino 1659
- prima Decade di Tito Livio, coll. part.
- De situ orbis di Strabone, Vienna, Biblioteca nazionale austriaca, lat. 3